# Алимов, Владимир Ришадович
Влади́мир Ришадович Али́мов (баш. Владимир Ришат улы Ғәлимов; род. 6 декабря 1957, с. Караидель Караидельского района Башкирской АССР) — советский и российский лётчик, полковник, Герой Российской Федерации.

## Биография
В 1975 году зачислен в ряды Советской Армии. В 1979 году окончил Саратовское высшее военное авиационное училище летчиков. В 1986 году принимал участие в ликвидации последствий аварии на Чернобыльской АЭС. Несмотря на полученную дозу радиации, остался в армейской авиации действующим лётчиком. Владимир Ришадович налетал более четырёх тысяч часов, совершил две сотни прыжков с парашютом. Ему пришлось побывать в Югославии и Анголе, принять участие в обеих войнах в Чечне.
Служил заместителем командира эскадрильи вертолетного полка по воспитательной работе, дислоцирующегося в селе Вязьма-Брянская.
В составе Вяземского вертолетного полка участвовал в боевых действиях на территории Чеченской Республики и в других регионах Северного Кавказа. В первую чеченскую кампанию майор Алимов был награждён орденом Мужества. На его счету сотни уничтоженных боевиков. Летчика басаевцы называли «Черный плащ», оценив его голову в 10 тыс. американских долларов, о чём свидетельствовали листовки, разбросанные в Грозном.
Владимир Ришадович является не только первоклассным пилотом и отличным специалистом, но и хорошим наставником: в Чечне он подготавливал молодых специалистов-авиаторов.

### Действия 13 декабря 1999 г.
13 декабря 1999 года в Аргунском ущелье боевиками был сбит залпом переносных зенитных ракетных комплексов штурмовик Су-25 командира 368-го штурмового авиационного полка Героя Российской Федерации полковника Сергея Борисюка.
Майор Алимов возглавил операцию по поиску и спасению летчика сбитого штурмовика Су-25. Поисковая группа состояла из нескольких вертолетов Ми-8, каждый из которых нёс порядка пятнадцати десантников и был загружен до предела. Во время операции группа попала в засаду боевиков. Одна из машин была сбита и совершила вынужденную посадку. Под шквальным огнём Владимир Алимов пошёл на помощь товарищам и, несмотря на то, что его вертолёт получил тяжелые повреждения, а масса груза превысила все ограничения, смог вывезти с поля боя экипаж и десантников сбитой машины. После прибытия на базу вертолет Алимова был признан неремонтнопригодным, а в корпусе насчитали более тридцати пулевых пробоин.
В ходе этой спецоперации также совершили свои подвиги старший лейтенант Дмитрий Елистратов, майор Андрей Совгиренко и капитан Александр Иванов, за которые каждому из них впоследствии было присвоено звание Героя Российской Федерации.
В мае 2008 г. уволен из рядов Вооруженных Сил (по достижении предельного возраста).

## Личная жизнь
Владимир Ришадович Алимов женат, есть дети.

## Награды
- Герой Российской Федерации (15 февраля 2000) — за мужество и героизм, проявленные при исполнении воинского долга в ходе контр террористической операции в Северо-Кавказском регионе[7].
- Орден Красной Звезды (1989)
- Орден Мужества (1996)
- Орден «За военные заслуги» (1999)
- Заслуженный военный лётчик Российской Федерации (2006)